# 瑟伦·瑟伦森
瑟伦·瑟伦森（丹麥語：Søren Sørensen，1897年4月20日—1965年3月11日），丹麦男子竞技体操运动员。他曾代表丹麦获得1920年夏季奥运会体操比赛男子团体瑞典式银牌。他于1965年在奧胡斯自治市去世。